# Hypacrosaurus altispinus
Hypacrosaurus altispinus es una especie y tipo del género extinto Hypacrosaurus (gr. "lagarto casi más alto") de dinosaurios hadrosáuridos, que vivió a finales del período Cretácico, durante el Maastrichtiense, hace aproximadamente 67 millones de años, en lo que hoy es Norteamérica. H. altispinus es la especie tipo del género, se conoce de 5 a 10 cráneos articulados con algunos restos esqueléticos asociados, desde individuos juveniles hasta adultos que se encuentran en la formación Cañón Herradura.
H. altispinus se ha hallado junto a otros hadrosáuridos como Edmontosaurus y Saurolophus, el hipsilofodóntido Parksosaurus, el anquilosáurido Euoplocephalus, el nodosáurido Edmontonia, ceratópsidos como Montanoceratops, Anchiceratops, Arrhinoceratops, y Pachyrhinosaurus, el paquicefalosáurido Stegoceras, los ornitomímidos Ornithomimus y Struthiomimus, y una variedad de pocos conocidos pequeños terópodos como trodóntidos y dromeosáuridos, y los tiranosáuridos Albertosaurus y Daspletosaurus. Los dinosaurios de esta formación son conocidos a veces como Edmontonianos, anterior a la edad de los mamíferos y distintas a las de las formaciones superior e inferior La formación cañón de la Herradura se interpreta que posee gran influencia marina, por las invasiones de la Via Maritina Interior Occidental, que formaron el Mar Shallow que cubrió gran parte de América del Norte durante el Cretácico H. altispinus habría preferido más las tierras altas lejos del mar.